# Diários de Hitler

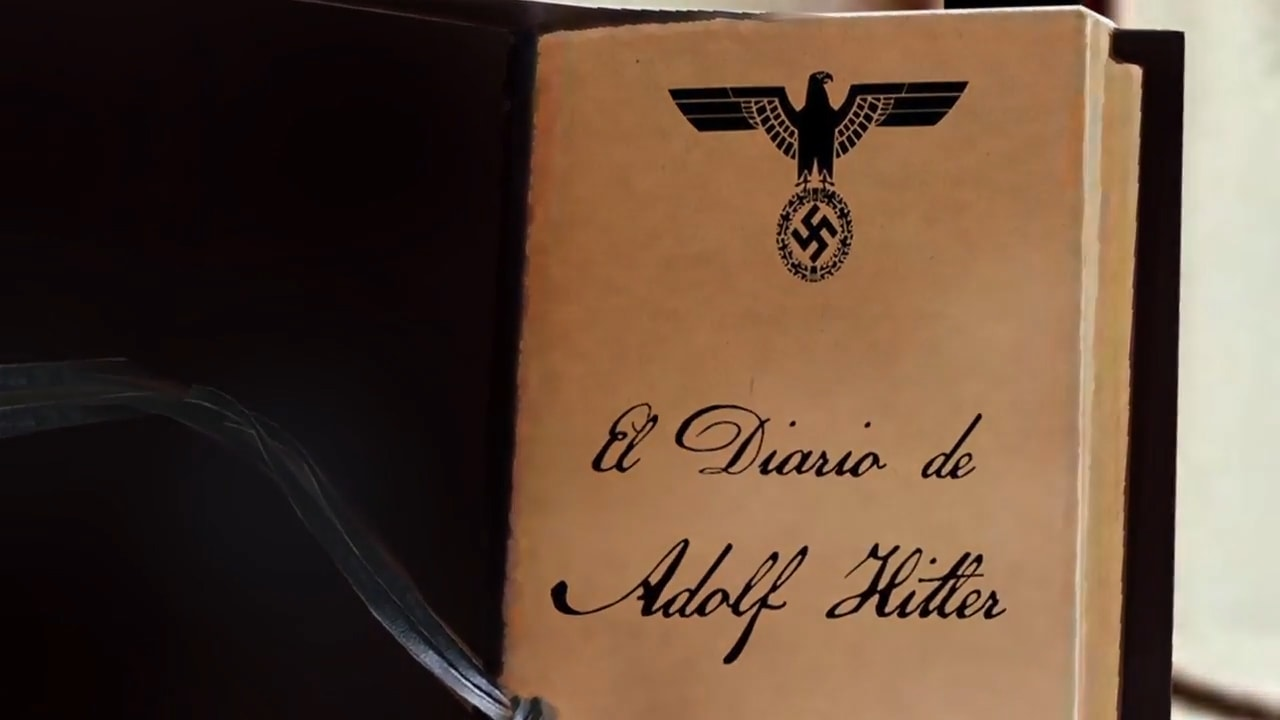
O diário de Hitler

Os Diários de Hitler (em alemão:  Hitler-Tagebücher) foram uma série de sessenta volumes de diários supostamente escritos por Adolf Hitler, mas falsificados por Konrad Kujau entre 1981 e 1983. Os diários foram comprados em 1983 por 9,3 milhões de marcos alemães (£ 2,3 milhões ou $ 3,7 milhões) pela revista de notícias da Alemanha Ocidental Stern, que vendeu os direitos de serialização para várias organizações de notícias. Uma das publicações envolvidas foi o The Sunday Times, que pediu ao seu diretor independente, o historiador Hugh Trevor-Roper, para autenticar os diários; ele o fez, declarando-os genuínos. Na coletiva de imprensa para anunciar a publicação, Trevor-Roper anunciou que, refletindo, havia mudado de ideia, e outros historiadores também levantaram questões sobre sua validade. Uma análise forense rigorosa, que não havia sido realizada anteriormente, confirmou rapidamente que os diários eram falsos.
Kujau, nascido e criado na Alemanha Oriental, tinha um histórico de pequenos crimes e fraudes. Em meados da década de 1970, ele começou a vender memorabilia nazista que havia contrabandeado do Oriente, mas descobriu que poderia aumentar os preços falsificando detalhes de autenticação adicionais para associar lembranças comuns aos líderes nazistas. Ele começou a forjar pinturas de Hitler e um número crescente de notas, poemas e cartas, até produzir seu primeiro diário em meados da década de 1970. O jornalista da Alemanha Ocidental com Stern que "descobriu" os diários e esteve envolvido em sua compra foi Gerd Heidemann, que tinha uma obsessão pelos nazistas. Quando Stern começou a comprar os diários, Heidemann roubou uma parte significativa do dinheiro.
Kujau e Heidemann passaram um tempo na prisão por suas participações na fraude, e vários editores de jornais perderam seus empregos. A história do escândalo serviu de base para os filmes Selling Hitler (1991) para o canal britânico ITV, o filme alemão Schtonk! (1992) e a série de televisão Faking Hitler (2021).